# Martin Bengtsson (musicista)
Martin Bengtsson (Halmstad, 6 marzo 1974) è un bassista, chitarrista e cantante svedese, noto principalmente per la sua militanza negli Arch Enemy.

## Biografia
È stato membro della band melodic death metal Arch Enemy tra il 1997 e il 1998 e ha suonato il basso nel loro secondo album, Stigmata. Era anche un membro del progetto parallelo Armageddon del chitarrista degli Arch Enemy Christopher Amott nel 1997. Bengtsson è attualmente il cantante e chitarrista solista della band heavy metal Lechery.
Dopo l'uscita dagli Arch Enemy tornò negli Armageddon come chitarrista per Embrace the Mystery del 2000, pubblicato in Giappone su Toy's Factory records. L'album comprendeva suo fratello, l'ex membro dei Last Tribe Rickard Bengtsson alla voce e Dick Lövgren al basso, ex Meshuggah, così come il nuovo batterista degli Arch Enemy, Daniel Erlandsson, ex In Flames ed Eucharist. Il nuovo album si concentrava su un metal più melodico, con riff metal classici, armonie e canti puliti.
Nel 2002, la band Armageddon è riemerso con "Three", questa volta in tre pezzi, e con la voce di Christopher Amott, così come il nuovo bassista Tobias Gustafsson (degli Eucharist). Nel classico stile del power metal, l'album è stato nuovamente pubblicato dalla Toy's Factory.

## Discografia

### Ufficiale

#### Con gli Arch Enemy
- 1997 - Stigmata

### Con gli Armageddon
- 2002 - Crossing the Rubicon
- 2009 - Embrace the Mystery

### Con i Lechery
- 2007 - Violator
- 2010 - We Are All Born Evil